# ترموپایل

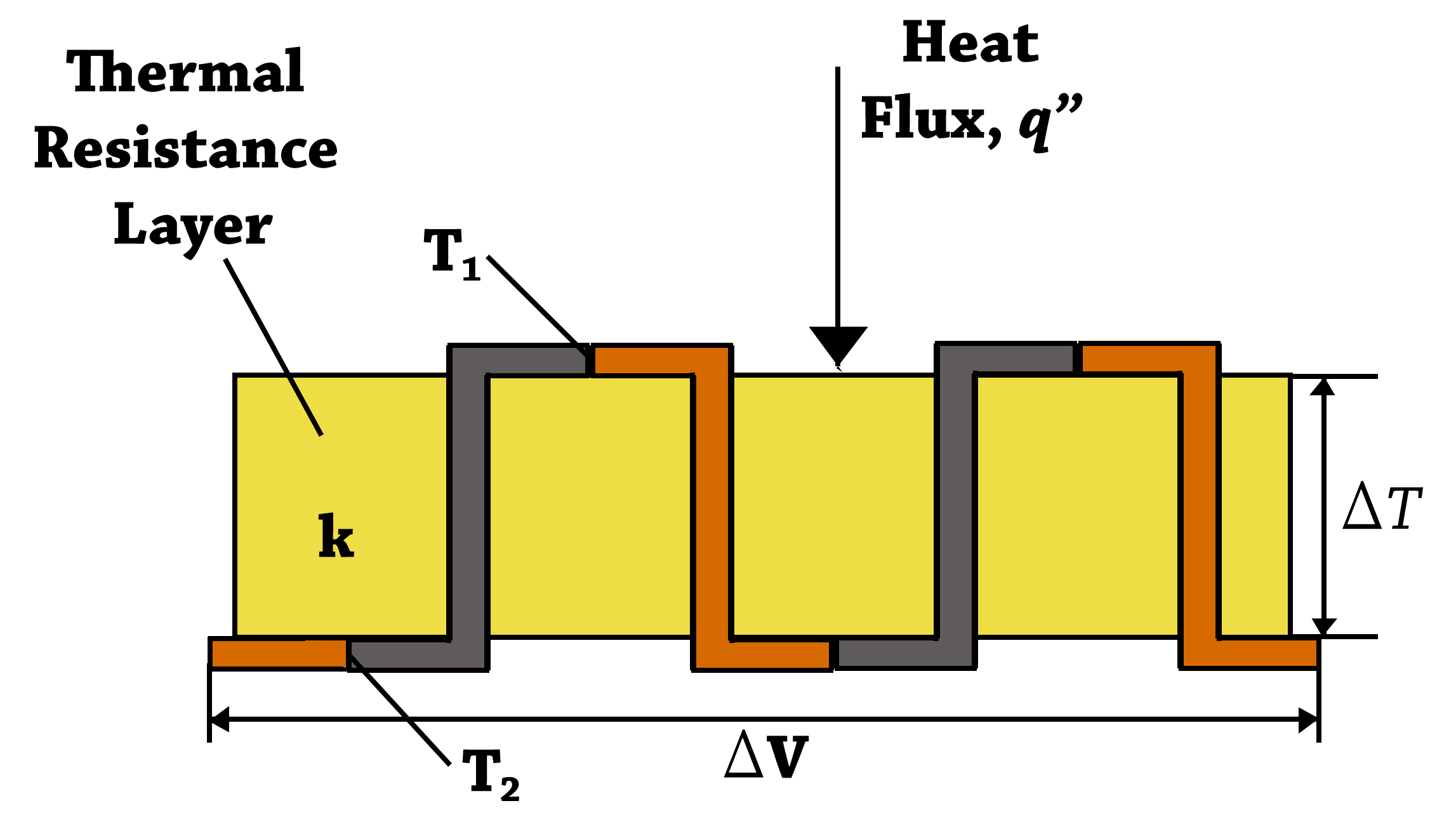
نمایی از یک ترموپایل دیفرانسیل دمایی با دو جفت ترموکوپل سری. دو اتصال ترموکوپل بالایی در دمای T1، و دو اتصال ترموکوپل پایین در دمای T2 قرار دارند. ولتاژ خروجی ترموپایل، ΔV، به‌طور مستقیم با اختلاف دمای این دو اتصال، ΔT یا T1 - T2، متناسب است.

ترموپیل یا ستون گرمایی (به انگلیسی: Thermopile)، دستگاهی الکترونیکی برای تبدیل انرژی گرمایی به انرژی الکتریکی است. این دستگاه از چندین ترموکوپل که عمدتاً به صورت سری متصل شده‌اند، تشکیل شده‌است. مبنای کار این دستگاه بر پایه اثر ترموالکتریک است؛ جذب تابش حرارتی توسط یکی از اتصالات ترموکوپل که اتصال فعال نامیده می‌شود، باعث افزایش درجه حرارت آن می‌شود. دیفرانسیل دمای بین اتصال فعال اتصال مرجع که در دمای ثابت است، یک نیروی الکتروموتور تولید می‌کند که به‌طور مستقیم با دیفرانسیل دما ایجاد شده متناسب است. ولتاژ و نیروی تولید شده از نظر عددی بسیار کوچک است و در محدودهٔ میلی ولت و میلی وات اندازه‌گیری می‌شوند.
افزودن به تعداد ترموکوپل‌ها موجب افزایش عدد ولتاژ خروجی می‌شود. ترموپایل‌ها می‌توانند از یک جفت ترموکوپل شامل دو جفت اتصال ساخته شوند، همچنین از جفت‌های متعدد ترموکوپل نیز می‌توان استفاده کرد.
ترموپایل‌ها در پاسخ به دمای مشاهده شده یک خروجی تولید می‌کنند. برای مثال، ترمومترهای اینفرارد به‌طور گسترده برای اندازه دمای بدن در حوزه پزشکی استفاده می‌شوند. همچنین، در شتاب سنج‌های گرمایی از ترموپایل‌ها به جهت اندازه‌گیری دمای محفظهٔ عایق استفاده می‌شوند.

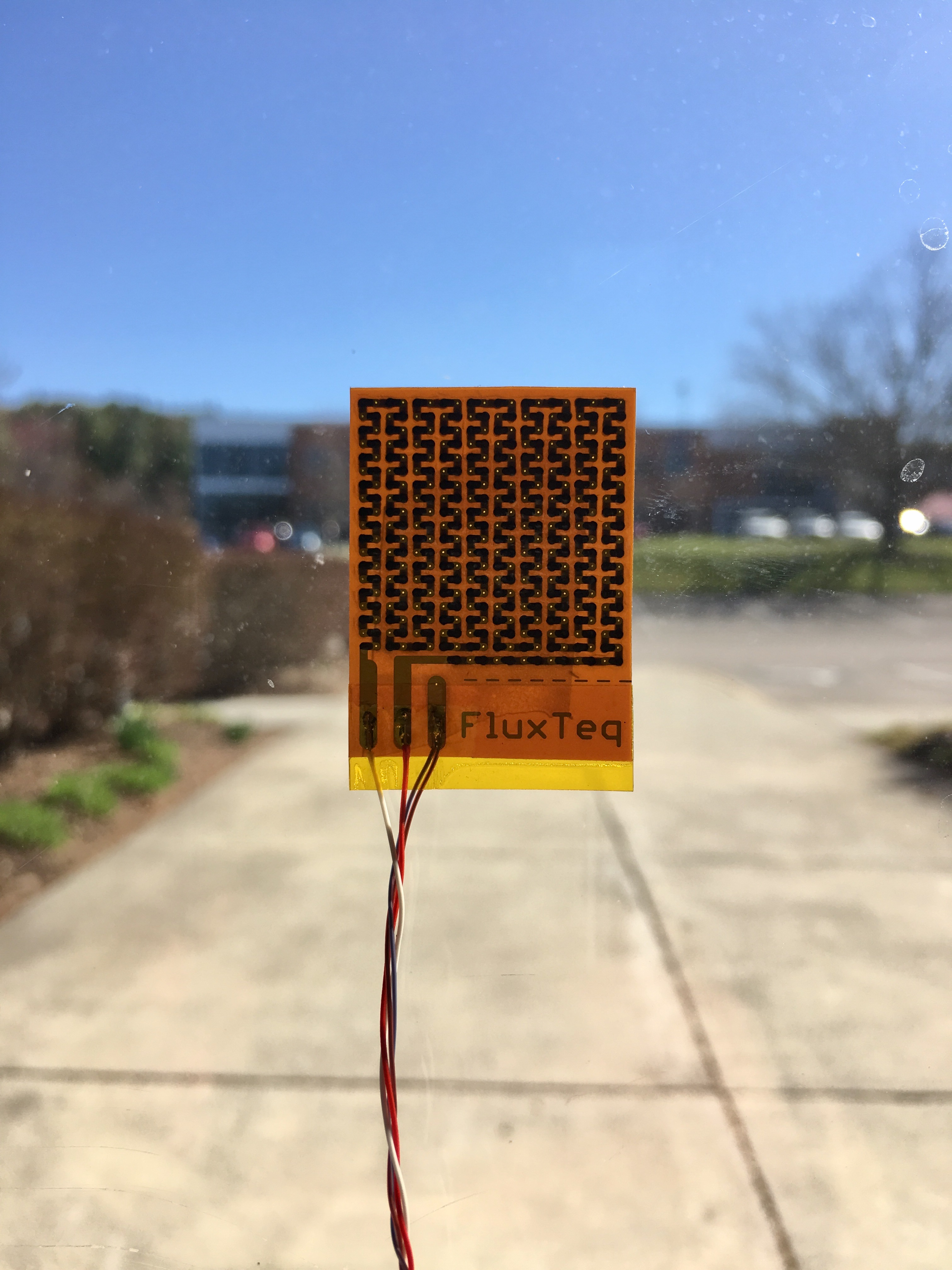
تصویری از یک سنسور شار گرما که از یک ترموپایل برای اندازه‌گیری مستقیم شار حرارت استفاده می‌کند.

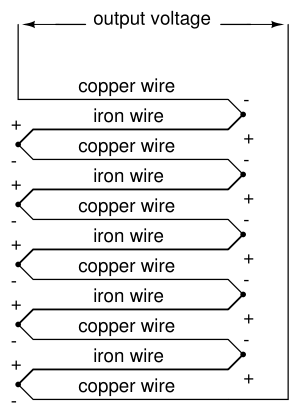
ترموپایل، متشکل از چندین ترموکوپل سری. اگر دمای دو اتصال در دو سمت یکسان باشد ولتاژ صفر می‌شود. اگر اختلاف ولتاژی بین دو اتصال وجود داشته باشد، ولتاژ خروجی نهایی برابر با مجموع دیفرانسیل ولتاژ اتصالات است.